# ساروس خورشیدی ۱۶۰
'ساروس ۱۶۰' دوره‌ای زمانی با چرخه‌ای حدود ۱۸ سال و ۱۱ روز و ۸ ساعت (تقریباً ۶۵۸۵ و یک سوم روز) است که شامل ۴۶ خورشیدگرفتگی پیش از سال ۳۰۰۰ میلادی می‌شود.

## رخدادها
| ساروس | عضو | تاریخ           | زمان (بزرگ‌ترین) ساعت هماهنگ جهانی | نوع    | مکان طول و عرض جغرافیایی | گاما    | قدر    | گُستره (km) | مدت زمان (دقیقه: ثانیه) | منبع |
| ----- | --- | --------------- | --------------------------------- | ------ | ------------------------ | ------- | ------ | ---------- | ----------------------- | ---- |
| ۱۶۰   | ۱   | ۱۳ مه ۲۱۸۱      | ۱۴:۵۵:۴۳                          | جزئی   | 69.4S 16.9W              | -1.5323 | 0.051  |            |                         |      |
| ۱۶۰   | ۲   | ۲۴ مه ۲۱۹۹      | ۲۱:۴۲:۰۷                          | جزئی   | 68.5S 130.1W             | -1.4596 | 0.1742 |            |                         |      |
| ۱۶۰   | ۳   | ۵ ژوئن ۲۲۱۷     | ۴:۲۲:۲۱                           | جزئی   | 67.5S 118.9E             | -1.3807 | 0.3094 |            |                         |      |
| ۱۶۰   | ۴   | ۱۶ ژوئن ۲۲۳۵    | ۱۱:۰۰:۳۶                          | جزئی   | 66.5S 8.8E               | -1.299  | 0.4502 |            |                         |      |
| ۱۶۰   | ۵   | ۲۶ ژوئن ۲۲۵۳    | ۱۷:۳۶:۱۱                          | جزئی   | 65.5S 100.1W             | -1.2139 | 0.5981 |            |                         |      |
| ۱۶۰   | ۶   | ۸ ژوئیه ۲۲۷۱    | ۰:۱۳:۰۲                           | جزئی   | 64.5S 151.1E             | -1.1284 | 0.7474 |            |                         |      |
| ۱۶۰   | ۷   | ۱۸ ژوئیه ۲۲۸۹   | ۶:۵۰:۵۸                           | جزئی   | 63.6S 42.3E              | -1.0426 | 0.898  |            |                         |      |
| ۱۶۰   | ۸   | ۳۰ ژوئیه ۲۳۰۷   | ۱۳:۳۱:۱۶                          | حلقه‌ای | 50S 48.7W                | -۰٫۹۵۷۴ | ۰٫۹۶۰۲ | ۵۰۱        | ۳ دقیقه و ۳۷ ثانیه      |      |
| ۱۶۰   | ۹   | ۹ اوت ۲۳۲۵      | ۲۰:۱۶:۲۴                          | حلقه‌ای | 40.3S 146.1W             | -۰٫۸۷۴۹ | ۰٫۹۶۴۸ | ۲۵۶        | ۳ دقیقه و ۲۴ ثانیه      |      |
| ۱۶۰   | ۱۰  | ۲۱ اوت ۲۳۴۳     | ۳:۰۷:۰۵                           | حلقه‌ای | 35.1S 112.8E             | -۰٫۷۹۵۷ | ۰٫۹۶۷۹ | ۱۸۶        | ۳ دقیقه و ۹ ثانیه       |      |
| ۱۶۰   | ۱۱  | ۳۱ اوت ۲۳۶۱     | ۱۰:۰۴:۳۰                          | حلقه‌ای | 32.2S 9.7E               | -۰٫۷۲۱۱ | ۰٫۹۷۰۱ | ۱۵۱        | ۲ دقیقه و ۵۴ ثانیه      |      |
| ۱۶۰   | ۱۲  | ۱۱ سپتامبر ۲۳۷۹ | ۱۷:۰۹:۳۲                          | حلقه‌ای | 30.9S 95.4W              | -۰٫۶۵۱۸ | ۰٫۹۷۱۷ | ۱۳۰        | ۲ دقیقه و ۴۲ ثانیه      |      |
| ۱۶۰   | ۱۳  | ۲۲ سپتامبر ۲۳۹۷ | ۰:۲۳:۵۵                           | حلقه‌ای | 30.9S 157.2E             | -۰٫۵۸۹۲ | ۰٫۹۷۲۸ | ۱۱۸        | ۲ دقیقه و ۳۴ ثانیه      |      |
| ۱۶۰   | ۱۴  | ۳ اکتبر ۲۴۱۵    | ۷:۴۷:۴۸                           | حلقه‌ای | 31.8S 47.4E              | -۰٫۵۳۳۵ | ۰٫۹۷۳۶ | ۱۱۰        | ۲ دقیقه و ۲۷ ثانیه      |      |
| ۱۶۰   | ۱۵  | ۱۳ اکتبر ۲۴۳۳   | ۱۵:۲۰:۱۶                          | حلقه‌ای | 33.4S 64.2W              | -۰٫۴۸۴  | ۰٫۹۷۴۲ | ۱۰۴        | ۲ دقیقه و ۲۳ ثانیه      |      |
| ۱۶۰   | ۱۶  | ۲۴ اکتبر ۲۴۵۱   | ۲۳:۰۳:۰۹                          | حلقه‌ای | 35.3S 178.3W             | -۰٫۴۴۲۴ | ۰٫۹۷۴۶ | ۱۰۱        | ۲ دقیقه و ۲۱ ثانیه      |      |
| ۱۶۰   | ۱۷  | ۴ نوامبر ۲۴۶۹   | ۶:۵۵:۳۷                           | حلقه‌ای | 37.5S 65.7E              | -۰٫۴۰۸۱ | ۰٫۹۷۵  | ۹۷         | ۲ دقیقه و ۱۹ ثانیه      |      |
| ۱۶۰   | ۱۸  | ۱۵ نوامبر ۲۴۸۷  | ۱۴:۵۷:۳۵                          | حلقه‌ای | 39.5S 52.3W              | -۰٫۳۸۰۷ | ۰٫۹۷۵۶ | ۹۴         | ۲ دقیقه و ۱۶ ثانیه      |      |
| ۱۶۰   | ۱۹  | ۲۶ نوامبر ۲۵۰۵  | ۲۳:۰۷:۰۴                          | حلقه‌ای | 41.2S 171.6W             | -۰٫۳۵۸۸ | ۰٫۹۷۶۳ | ۹۱         | ۲ دقیقه و ۱۳ ثانیه      |      |
| ۱۶۰   | ۲۰  | ۸ دسامبر ۲۵۲۳   | ۷:۲۴:۵۴                           | حلقه‌ای | 42.4S 67.5E              | -۰٫۳۴۳۱ | ۰٫۹۷۷۴ | ۸۶         | ۲ دقیقه و ۸ ثانیه       |      |
| ۱۶۰   | ۲۱  | ۱۸ دسامبر ۲۵۴۱  | ۱۵:۴۸:۵۵                          | حلقه‌ای | 42.8S 54.7W              | -۰٫۳۳۱۹ | ۰٫۹۷۸۸ | ۸۰         | ۲ دقیقه و ۱ ثانیه       |      |
| ۱۶۰   | ۲۲  | ۳۰ دسامبر ۲۵۵۹  | ۰:۱۷:۱۹                           | حلقه‌ای | 42.2S 177.9W             | -۰٫۳۲۳۷ | ۰٫۹۸۰۸ | ۷۲         | ۱ دقیقه و ۵۰ ثانیه      |      |
| ۱۶۰   | ۲۳  | ۹ ژانویه ۲۵۷۸   | ۸:۴۹:۰۰                           | حلقه‌ای | 40.7S 57.7E              | -۰٫۳۱۷۶ | ۰٫۹۸۳۱ | ۶۳         | ۱ دقیقه و ۳۷ ثانیه      |      |
| ۱۶۰   | ۲۴  | ۲۰ ژانویه ۲۵۹۶  | ۱۷:۲۲:۰۱                          | حلقه‌ای | 38.3S 67.6W              | -۰٫۳۱۱۹ | ۰٫۹۸۶۲ | ۵۱         | ۱ دقیقه و ۲۰ ثانیه      |      |
| ۱۶۰   | ۲۵  | ۱ فوریه ۲۶۱۴    | ۱:۵۵:۱۶                           | حلقه‌ای | 35S 166.3E               | -۰٫۳۰۵۸ | ۰٫۹۸۹۷ | ۳۸         | ۱ دقیقه و ۰ ثانیه       |      |
| ۱۶۰   | ۲۶  | ۱۲ فوریه ۲۶۳۲   | ۱۰:۲۵:۳۷                          | حلقه‌ای | 30.9S 40.1E              | -۰٫۲۹۶۹ | ۰٫۹۹۳۸ | ۲۳         | ۰ دقیقه و ۳۶ ثانیه      |      |
| ۱۶۰   | ۲۷  | ۲۲ فوریه ۲۶۵۰   | ۱۸:۵۳:۵۹                          | حلقه‌ای | 26.2S 86.4W              | -۰٫۲۸۵۶ | ۰٫۹۹۸۴ | ۶          | ۰ دقیقه و ۹ ثانیه       |      |
| ۱۶۰   | ۲۸  | ۵ مارس ۲۶۶۸     | ۳:۱۷:۰۸                           | مرکب   | 21S 147.7E               | -۰٫۲۶۹۷ | ۱٫۰۰۳۵ | ۱۳         | ۰ دقیقه و ۲۱ ثانیه      |      |
| ۱۶۰   | ۲۹  | ۱۶ مارس ۲۶۸۶    | ۱۱:۳۴:۵۸                          | مرکب   | 15.4S 22.6E              | -۰٫۲۴۸۶ | ۱٫۰۰۹  | ۳۲         | ۰ دقیقه و ۵۴ ثانیه      |      |
| ۱۶۰   | ۳۰  | ۲۷ مارس ۲۷۰۴    | ۱۹:۴۵:۵۶                          | مرکب   | 9.5S 101.1W              | -۰٫۲۲۱۱ | ۱٫۰۱۴۸ | ۵۲         | ۱ دقیقه و ۲۹ ثانیه      |      |
| ۱۶۰   | ۳۱  | ۸ آوریل ۲۷۲۲    | ۳:۵۱:۰۳                           | کامل   | 3.5S 136.6E              | -۰٫۱۸۸۱ | ۱٫۰۲۰۸ | ۷۲         | ۲ دقیقه و ۶ ثانیه       |      |
| ۱۶۰   | ۳۲  | ۱۸ آوریل ۲۷۴۰   | ۱۱:۴۹:۲۳                          | کامل   | 2.7N 15.9E               | -۰٫۱۴۸۷ | ۱٫۰۲۶۸ | ۹۲         | ۲ دقیقه و ۴۳ ثانیه      |      |
| ۱۶۰   | ۳۳  | ۲۹ آوریل ۲۷۵۸   | ۱۹:۴۰:۳۱                          | کامل   | 8.9N 102.7W              | -۰٫۱۰۲۶ | ۱٫۰۳۲۸ | ۱۱۱        | ۳ دقیقه و ۱۸ ثانیه      |      |
| ۱۶۰   | ۳۴  | ۱۰ مه ۲۷۷۶      | ۳:۲۵:۵۰                           | کامل   | 14.9N 140.5E             | -۰٫۰۵۰۷ | ۱٫۰۳۸۶ | ۱۳۰        | ۳ دقیقه و ۵۰ ثانیه      |      |
| ۱۶۰   | ۳۵  | ۲۱ مه ۲۷۹۴      | ۱۱:۰۵:۱۸                          | کامل   | 20.7N 25.6E              | ۰٫۰۰۷   | ۱٫۰۴۴۱ | ۱۴۷        | ۴ دقیقه و ۱۶ ثانیه      |      |
| ۱۶۰   | ۳۶  | ۳۱ مه ۲۸۱۲      | ۱۸:۳۹:۵۸                          | کامل   | 26.2N 87.3W              | ۰٫۰۶۹۴  | ۱٫۰۴۹۳ | ۱۶۴        | ۴ دقیقه و ۳۶ ثانیه      |      |
| ۱۶۰   | ۳۷  | ۱۲ ژوئن ۲۸۳۰    | ۲:۰۹:۵۵                           | کامل   | 31.1N 161.8E             | ۰٫۱۳۶۵  | ۱٫۰۵۳۸ | ۱۸۰        | ۴ دقیقه و ۵۰ ثانیه      |      |
| ۱۶۰   | ۳۸  | ۲۲ ژوئن ۲۸۴۸    | ۹:۳۷:۳۷                           | کامل   | 35.3N 52.3E              | ۰٫۲۰۶۲  | ۱٫۰۵۷۸ | ۱۹۵        | ۴ دقیقه و ۵۷ ثانیه      |      |
| ۱۶۰   | ۳۹  | ۳ ژوئیه ۲۸۶۶    | ۱۷:۰۳:۱۶                          | کامل   | 38.7N 55.8W              | ۰٫۲۷۸۵  | ۱٫۰۶۱  | ۲۰۹        | ۴ دقیقه و ۵۹ ثانیه      |      |
| ۱۶۰   | ۴۰  | ۱۴ ژوئیه ۲۸۸۴   | ۰:۲۷:۳۹                           | کامل   | 41.3N 162.8W             | ۰٫۳۵۲۳  | ۱٫۰۶۳۵ | ۲۲۲        | ۴ دقیقه و ۵۸ ثانیه      |      |
| ۱۶۰   | ۴۱  | ۲۶ ژوئیه ۲۹۰۲   | ۷:۵۲:۴۸                           | کامل   | 42.9N 90.4E              | ۰٫۴۲۶   | ۱٫۰۶۵۱ | ۲۳۵        | ۴ دقیقه و ۵۴ ثانیه      |      |
| ۱۶۰   | ۴۲  | ۵ اوت ۲۹۲۰      | ۱۵:۱۹:۱۰                          | کامل   | 43.8N 16.6W              | ۰٫۴۹۹۱  | ۱٫۰۶۶  | ۲۴۸        | ۴ دقیقه و ۴۸ ثانیه      |      |
| ۱۶۰   | ۴۳  | ۱۶ اوت ۲۹۳۸     | ۲۲:۴۹:۰۳                          | کامل   | 43.9N 124.7W             | ۰٫۵۶۹۷  | ۱٫۰۶۶  | ۲۶۱        | ۴ دقیقه و ۴۲ ثانیه      |      |
| ۱۶۰   | ۴۴  | ۲۷ اوت ۲۹۵۶     | ۶:۲۰:۵۷                           | کامل   | 43.8N 126.2E             | ۰٫۶۳۸۷  | ۱٫۰۶۵۳ | ۲۷۴        | ۴ دقیقه و ۳۴ ثانیه      |      |
| ۱۶۰   | ۴۵  | ۷ سپتامبر ۲۹۷۴  | ۱۳:۵۹:۲۱                          | کامل   | 43.5N 14.9E              | ۰٫۷۰۲۸  | ۱٫۰۶۳۸ | ۲۸۹        | ۴ دقیقه و ۲۵ ثانیه      |      |
| ۱۶۰   | ۴۶  | ۱۷ سپتامبر ۲۹۹۲ | ۲۱:۴۲:۰۸                          | کامل   | 43.5N 98.1W              | ۰٫۷۶۳۶  | ۱٫۰۶۱۷ | ۳۰۷        | ۴ دقیقه و ۱۶ ثانیه      |      |